# Osteria Nuova (Sant'Angelo Romano)
Osteria Nuova è una frazione del comune di Sant'Angelo Romano, in provincia di Roma.
La località è situata sulla via Palombarese (S.P. 23/a), nel tratto compreso fra Via Grazia Deledda e Via Genziana (circa 2 km). Si trova a circa 1,68 chilometri dal capoluogo comunale.

## Dati principali
Con i suoi 607 abitanti è la frazione più popolosa di Sant'Angelo Romano e si trova a 151 metri sul livello del mare.
È inoltre, dopo Ponte delle Tavole, la frazione dotata di maggiori attività commerciali ed industriali.

## Feste
Dal 2009 organizza la Sagra degli Arrosticini che si svolge l'ultima domenica di giugno.